# Quốc kỳ Kazakhstan
Quốc kỳ Kazakhstan (tiếng Kazakh: Қазақстан туы, Qazaqstan týy) đã được thông qua ngày 4 tháng 6 năm 1992, thay thế quốc kỳ Cộng hòa Xã hội chủ nghĩa Xô viết Kazakhstan. Lá cờ được thiết kế bởi Shaken Niyazbekov. Các màu được chọn là lấy từ lá cờ thời Xô viết trừ màu đỏ.

## Mô tả
Quốc kỳ Cộng hòa Kazakhstan có một mặt trời vàng với 32 tia ở trên một con đại bàng hung màu vàng đang tung cánh bay, cả hai nằm giữa một nền trời màu xanh; bên trái được trang trí bằng các mẫu "koshkar-muiz" (sừng cừu) màu vàng, màu xanh có ý nghĩa tôn giáo với các dân tộc Turk của đất nước này, và vì vậy nó tượng trưng cho văn hóa truyền thống và sự đoàn kết dân tộc. Nó cũng có thể đại diện cho những Tengri như nước, mặt trời, những nguồn gốc của sự sống và năng lượng, là minh chứng cho sự giàu có và sung túc. Tia nắng mặt trời giống như những hạt ngũ cốc, những thứ là cơ sở của giàu có và thịnh vượng. Đại bàng đã xuất hiện trên những lá cờ của các bộ lạc người Kazakh trong nhiều thế kỷ và đại diện cho tự do, quyền lực và con đường đến tương lai. Tỉ lệ các cạnh lá cờ là 1:2.
Màu vàng và xanh được thừa hưởng từ lá cờ thời Xô viết, màu vàng là màu búa liềm trong khi màu xanh từ phần cuối lá cờ.

## Giải thích

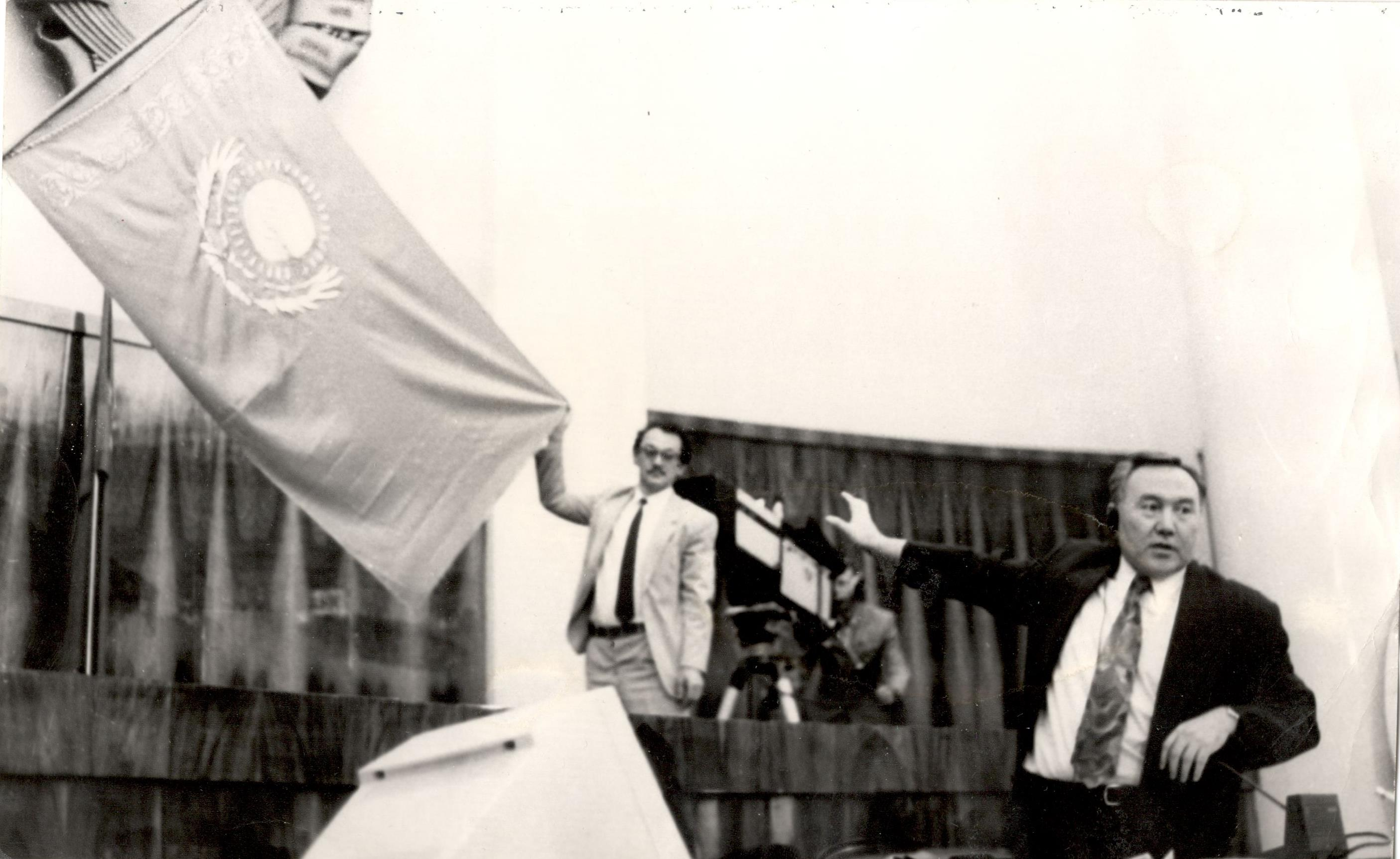
Tổng thống Nursultan Nazarbayev trao tặng lá cờ nguyên mẫu cho Xô viết tối cao năm 1992.

Các mẫu vẽ đại diện cho nghệ thuật và truyền thống văn hóa của các vương quốc xưa và người Kazakh. Ánh sáng màu xanh nền là cho các dân tộc Turk bao gồm người Kazakh, người Tatar, người Uyghur, người Uzbek và các dân tộc khác. Ánh sáng màu xanh tượng trưng cho hòa bình, tự do, văn hóa và đoàn kết dân tộc của Kazakhstan. Mặt trời tượng trưng cho các nguồn gốc của sự sống và năng lượng. Nó cũng là một biểu tượng của sự giàu có, thịnh vượng.
Các bộ lạc Kazakh từng dùng hình đại bàng hung trên những lá cờ từ hàng thế kỉ trước. Đại bàng biểu tượng cho quyền lực của nhà nước. Còn với Kazakhstan hiện tại, đại bàng là biểu tượng của độc lập, tự do và hướng tới tương lai.

## Lịch sử

Lá cờ được cho là cờ của Hãn quốc Kazakhstan xưa.
Cờ của Khu tự trị Alash
Cờ của CHXHCN Xô viết tự trị Kazakhstan (1920–1937)
Quốc kỳ CHXHCN Xô viết Kazakhstan (1937–1940)
Quốc kỳ CHXHCN Xô viết Kazakhstan (1940–1953)
Quốc kỳ CHXHCN Xô viết Kazakhstan (1953–1991)

## Biến thể khác

Thiết kế ban đầu của quốc kỳ Cộng hòa Kazakhstan trước ngày 4 tháng 6 năm 1992.[3]
Cờ lực lượng vũ trang Kazakhstan, ở giữa có một ngôi sao màu đỏ
Hiệu kỳ tổng thống, thay đại bàng bằng mẫu quốc huy